# Het vuur(wapen) dat het verstand te boven gaat
Het vuur(wapen) dat het verstand te boven gaat voor orkest is een compositie van de Italiaan Salvatore Sciarrino. Een compositie voor symfonieorkest is de enige omschrijving die past bij het werk , een andere indeling binnen de muziek is eigenlijk niet mogelijk.
Sciarrino is een componist geheel gefocust op stilte en geluid. Andere composities (zie de categorie) bewegen zich vaak binnen de gebieden stilte en piano. Een melodie is er zelden, net als maatvoering en voortstuwing. Voor deze compositie Het vuur geldt dat in extremo. Het begint uit het niets, is er zo maar. Belangrijkste klank, voor zover dat aanduidbaar is, is een gestamp als van een machine, dat begint, voortduurt en ophoudt; daarin zit geen enkel patroon. Daartegenover staan frêle klanken van andere muziekinstrumenten, die flautando, flageolet of droogstrijken en –blazen. Het blijft allemaal even mistig in deze compositie; het klinkt als in een grote volière waarin maar een paar stille vogels, zitten die hun uiterste best doen om niet gehoord te worden. Het gestamp en gefluit zorgt ervoor dat de muziek muurvast zit. Er is geen ontwikkeling; het is gewoon zoals het is. Die vooruitgang komt er schijnbaar als na ongeveer 20 minuten een pistoolschot wordt gelost. Het brengt enige roering in het geheel. Vanaf dan is de dynamiekaanduiding forte. Echter na een aantal seconden blijkt dat deze vooruitgang nep bleek. De hevige slagen zijn gevoelsmatig hoger van klank en zijn weliswaar sneller dan het voormalige gestamp, maar van verder ontwikkeling is geen sprake. De muziekinstrumenten eromheen spelen alleen iets sterker, maar ook daar geen ontwikkeling. Vlak voor het eind valt het werk weer terug naar haar basis, probeert nog op te starten, faalt daarin, probeert het vervolgens nog één keer om dan geheel te stoppen.

## Orkestratie
- 4 dwarsfluiten, 4 hobo’s, 4 klarinetten, 4 fagotten;
- 4 hoorns, 3 trompetten, 3 trombones
- 7 percussie waaronder xylofoon, celesta, piano
- 16 (of 8) eerste violen, 8 (4) tweede violen, 8 (4) altviolen, 8 (4) celli, 8 (4) contrabassen.

De eerste uitvoering vond plaats in Muziekcentrum Vredenburg door het Koninklijk Concertgebouw Orkest, tevens opdrachtgever, onder leiding van Riccardo Chailly op 16 oktober 1997, de volgende dag werd het gespeeld in het Concertgebouw Amsterdam. In Vredenburg werd mondeling gewaarschuwd voor het pistoolschot, in Amsterdam kreeg men vooraf een velletje papier.